# جاسيك تشابوتوفيتش
جاسيك تشوابوتوفيتش (بالبولندية: Jacek Krzysztof Czaputowicz)‏ (و. 1956  م) هو عالم سياسة، ودبلوماسي، ومسؤول بولندي، ولد في وارسو، هو عضوٌ حزب العدالة والقانون البولندي.

## مناصب
تولى منصب وزير الشؤون الخارجية ‏ (منذ 9 يناير 2018)
- مدير، National School of Public Administration (Poland) [الإنجليزية]‏ (2008–2012).

## التعليم
تعلم في SGH Warsaw School of Economics ‏.

## جوائز
حصل على جوائز منها:
- صليب الحرية والتضامن  [لغات أخرى]‏.

## روابط خارجية
- جاسيك تشابوتوفيتش على موقع مونزينجر (الألمانية)